# Bactrocera bryoniae
Bactrocera bryoniae är en tvåvingeart som först beskrevs av Tryon 1927.  Bactrocera bryoniae ingår i släktet Bactrocera och familjen borrflugor. Inga underarter finns listade.